# بينج فان
بينج فـان (بالخميرية: ផាន់ ប៉េង)‏ هي ممثلة كمبودية، ولدت في 1950.

## وصلات خارجية
- بينج فـان على موقع IMDb (الإنجليزية)
- بينج فـان على موقع ألو سيني (الفرنسية)
- بينج فـان على موقع أول موفي (الإنجليزية)
- بينج فـان على موقع قاعدة بيانات الفيلم (الإنجليزية)